# Magaly Solier
Oriana Magaly Solier Romero (Huanta, 11 de junio de 1986) es una actriz, cantautora y compositora peruana. Participó y protagonizó varias películas, entre ellas La teta asustada, que obtuvo en 2009 el Oso de Oro en el Festival Internacional de Cine de Berlín. En cuanto a su faceta como cantautora, ha publicado dos álbumes, Warmi (2009) y Coca Quintucha (2015). Fue nombrada como Artista de la Paz por la Unesco, en 2017.Es considerada la actriz peruana de cine más importante de su país,y una de las artistas más reconocidas internacionalmente de los últimos años.

## Primeros años
Magaly Solier, de origen indígena quechua, nació en la provincia de Huanta, parte del departamento de Ayacucho, la región de Perú que sufrió la violencia terrorista durante las décadas de 1980 y 1990. 
Desde niña compitió a nivel local en atletismo, pero el canto y el teatro eran sus aficiones. En 2003 y 2004, ganó el X y el XI Festival de la Canción Ayacuchana "Buscando Nuevos Valores".

## Carrera

### Proyectos como actriz
Debutó como actriz en la película peruana Madeinusa, que fue rodada en 2005. En 2006 obtuvo sus dos primeros premios: Mejor actriz en el Festival de Cine de Cartagena de Indias, en Colombia, y en el Festivalisimo - Festival Ibero-Latinoamericano de Montreal, en Canadá.
En 2007, participó en la película Dioses de Josué Méndez. 
Luego protagonizó la película peruana La teta asustada, segunda cinta de Claudia Llosa grabada en 2008 y por la que ganó en 2009 premios a Mejor actriz en los festivales de cine de Lima, Gramado, Guadalajara y Montreal, donde el flim también fue premiado como Mejor película, así como en La Habana, Bogotá y obtuvo el máximo galardón, el Oso de Oro, de la Berlinale del 2009. La cinta estuvo además nominada en 2010 al premio Ariel (México) en la categoría de Mejor película iberoamericana. En enero del 2010, La teta asustada fue nominada al premio Óscar (EE. UU.) en la categoría de Mejor película en idioma extranjero (es la primera película peruano-española nominada a este premio). La película fue nominada al premio Goya (España) en la categoría de Mejor Película Hispanoamericana.
Protagonizó la película belga-germano-neerlandesa Altiplano, dirigida por la pareja belga/americana Peter Brosens & Jessica Woodworth, en la que comparte pantalla con el actor belga Olivier Gourmet. La película fue rodada en Brabante Valón (Bélgica) y Arequipa (Perú), y obtuvo los premios al Gran Premio en la Competición Principal y al Especial por la Conciencia Ambiental, otorgados en el Festival de Cine de Bangkok.
En 2009, grabó la película española Amador de Fernando León de Aranoa (director de las cintas Barrio, Los lunes al sol, Princesas).
En abril de 2010, partió a La Paz, Bolivia, a rodar con Mateo Gil (guionista de Mar adentro, Agora) su sexta película, Blackthorn, en donde tiene un papel secundario al lado de tres reconocidos actores: el estadounidense Sam Shepard, el español Eduardo Noriega y del británico Stephen Rea.
El 8 de octubre de 2010 se estrenó Amador, su cuarto papel protagónico, convirtiéndose en la primera actriz peruana en obtener papeles protagónicos en producciones europeas. Amador, de Fernando León de Aranoa, tuvo su estreno en la Berlinale del 2011, dentro de la sección Panorama, siendo ovacionada por el público y la crítica en ese festival de cine. Desde principios de la sección, la expectación por Amador fue en ascenso. Una crítica aparecida en Screen International, que durante el festival publica una edición diaria de referencia para la industria, contribuyó mucho a ello. En marzo del 2011, Amador compitió en el Festival Internacional de Cine de Guadalajara, FICG26, en México, donde Magaly Solier obtuvo el premio a Mejor Actriz (su décimo premio) y Fernando León de Aranoa el premio a Mejor Director.
En junio de 2011 partió a Chile a grabar la que será su octava película y quinto protagónico, Ñusta Huillac, La Tirana, en donde interpreta una princesa guerrera inca.
En octubre del mismo año, viajó nuevamente a Chile a grabar el largometraje italiano Alfonsina y el mar, a cargo de Davide Sordella, que coprotagonizó con la diva del cine italiano Lucía Bosé, madre del famoso cantante Miguel Bosé.
En mayo de 2012, Magañy Solier grabó para la película peruana Extirpador de idolatrías, estrenada en el 2016 por el que obtiene la Nominación a Mejor Actriz en los Premios Luces de El Comercio. En Lambayeque, en el mes de noviembre de 2012, participó como parte del jurado en el IX Festival Internacional de Cortometrajes (FENACO), donde se estrenó el cortometraje Supremo Mandamiento que ella protagoniza.
En 2013, debutó en el teatro protagonizando Cao(s)-Visiones de la Dama Moche.
En 2014, participó en la película peruana Magallanes del director Salvador del Solar.
En noviembre de 2018, Magalt Solier junto a Nivardo Carrillo, formaron parte del 350 aniversario de la fundación de Puno, retratando La Leyenda de Manco Cápac y Mama Ocllo, emergiendo de Lago Titicaca.
En mayo de 2019, se estrenó Retablo dirigida por Álvaro Delgado Aparicio, en el cual Solier estuvo en el reparto principal, fue rodada en quechua, y abordando temas como la homofobia e intolerancia.
En 2021, Magaly Solier interpretó a la prócer ayacuchana María Parado de Bellido en la miniserie Los otros libertadores, rol por el cual ganó el premio a Mejor Actriz de Televisión en los Premios Luces de El Comercio.
El 20 de marzo de 2022, Magaly Solier fue tendencia nacional por el próximo estreno de su película Lina de Lima, destacando su talento y trabajo.
En 2024, participó en el elenco principal de la película Killapa Wawan (Hija de la luna).

### Carrera musical
Magaly Solier es natural de la región andina de Ayacucho, la zona de Perú que más sufrió por la guerra entre Sendero Luminoso y las Fuerzas Armadas, que entre 1980 y 2000 dejó 69.000 muertos. Por ellos, en sus canciones, narra las secuelas que este pasaje histórico dejó en su región natal y, en particular, en las mujeres ayacuchanas. También reúne canciones de temática andina cantados en quechua y castellano.
En marzo de 2009 lanzó su primer disco, titulado Warmi, con temas en quechua compuestos por ella misma. Fue el disco más vendido de ese año y premiado como Mejor Disco Música Peruana/Fusión, "Premio Luces" del diario El Comercio en 2009.
En julio de 2015, publicó su segundo álbum, Coca Quintucha, un trabajo de mayor madurez que Warmi y con características mucho más acentuadas del folklore andino.

## Activismo
En febrero de 2017, Magaly Solier, a través de un relato de una experiencia personal en el colegio, se sumó a la campaña «Educación con igualdad», desarrollada por PROMSEX, Amnistía Internacional (Perú) y MANTHOC, con el objetivo de poner en evidencia la necesidad de garantizar el derecho a una educación basada en la no discriminación y de la igualdad.
En junio de 2017, Magaly Solier fue declarada como Artista de la Paz por la Unesco en Francia, en reconocimiento a su defensa de su lengua originaria y natal, el quechua, y de los derechos de las mujeres, de las jóvenes y de las niñas.

## Homenajes
En julio de 2017, Magaly Solier y Eva Ayllón fueron embajadoras de la marca Dove, que por fiestas patrias fueron imagen en una forma de homenaje y reconocimiento para revalorar a la verdadera belleza peruana.
En marzo de 2020, por el Día Internacional de la Mujer, el portal Properati Perú realizó un informe de las mujeres peruanas más buscadas en Internet y quienes sobresalen en cada región, siendo Magaly Solier la más buscada en Huanta.

## Filmografía
| Año  | Título                          | País      | Rol                     | Director                          | Notas        |
| ---- | ------------------------------- | --------- | ----------------------- | --------------------------------- | ------------ |
| 2005 | Madeinusa                       | Perú      | Madeinusa               | Claudia Llosa                     |              |
| 2005 | Madeinusa                       | España    | Madeinusa               | Claudia Llosa                     |              |
| 2007 | Dioses                          | Perú      | Inés                    | Josué Méndez                      |              |
| 2008 | La teta asustada                | Perú      | Fausta                  | Claudia Llosa                     |              |
| 2008 | Altiplano                       | Bélgica   | Saturnina               | Peter Brosens y Jessica Woodworth |              |
| 2010 | Amador                          | España    | Marcela                 | Fernando León de Aranoa           |              |
| 2011 | Blackthorn                      | España    | Yana                    | Mateo Gil                         |              |
| 2012 | Ñusta Huillac, La Tirana        | Chile     | Ñusta Huillac           | Juan Luis Muñoz                   |              |
| 2012 | Alfonsina y el mar              | Chile     | Warmi                   | David Sordella                    |              |
| 2012 | Choleando                       | Perú      | Ella misma              | Roberto de la Puente              | Documental   |
| 2012 | Supremo mandamiento             | Perú      | Mujer                   | Juan Camborda                     | Cortometraje |
| 2013 | Sigo siendo (Kachkaniraqmi)     | Perú      | Ella misma              | Javier Corcuera                   | Documental   |
| 2014 | Les Hommes d'Argile             | Bélgica   | Khadija                 | Mourad Boucif                     |              |
| 2014 | Mochica                         | Perú      | Voz de Siri             | Luigi Esparza y Mauricio Esparza  | Animación    |
| 2015 | Blas                            | Chile     | Gabriela Blas           | Felipe Carmona                    | [ 31 ]       |
| 2015 | Magallanes                      | Perú      | Celina                  | Salvador del Solar                |              |
| 2016 | Extirpador de idolatrías        | Perú      | Mamá del niño           | Manuel Siles                      |              |
| 2016 | El viaje macho                  | Perú      |                         | Luis Basurto                      |              |
| 2017 | Retablo                         | Perú      | Anatolia                | Álvaro Delgado-Aparicio           |              |
| 2018 | La matriarca                    | Colombia  | Dionisia                | Julián Casanova Ramírez           |              |
| 2019 | Vivir Ilesos                    | Perú      | Lucía                   | Manuel Siles                      |              |
| 2019 | Vivir Ilesos                    | Argentina | Lucía                   | Manuel Siles                      |              |
| 2019 | Lina de Lima                    | Chile     | Lina                    | María José González               |              |
| 2020 | The Saint of the Impossible     | Suiza     | Raffaella               | Marc Raymond Wilkins              |              |
| 2021 | Los otros libertadores          | Perú      | María Parado de Bellido | Agustín Restrepo                  | Miniserie    |
| 2024 | Hija de la luna (Killapa Wawan) | Perú      | Agucha                  | César Galindo                     |              |

## Teatro
- Cao(s)-Visiones de la Dama Moche (2013) como Dama de Cao, dirección Rebeca Ráez.[32]

## Discografía
| Año  | Información                                                                                                  | Posiciones |
| Año  | Información                                                                                                  | Perú       |
| ---- | --- | ---------- |
| 2009 | Warmi - Primer álbum de estudio - Lanzamiento: 12 de marzo de 2009 - Discográfica: Phantom Records           | 1          |
| 2015 | Coca Quintucha - Segundo álbum de estudio - Lanzamiento: 13 de julio de 2015 - Discográfica:Cali Flores EIRL |            |

## Premios y nominaciones
| Año  | Premiación                                                  | País           | Categoría                                              | Trabajo                     | Resultado   | Notas  |
| ---- | ----------------------------------------------------------- | -------------- | ------------------------------------------------------ | --------------------------- | ----------- | ------ |
| 2007 | Festival Internacional de Cine de Cartagena                 | Colombia       | Mejor actriz                                           | Madeinusa                   | Ganadora    | [ 34 ] |
| 2007 | Festivalissimo - Festival Ibero-Latinoamericano de Montreal | Canadá         | Mejor actriz                                           | Madeinusa                   | Ganadora    | [ 35 ] |
| 2009 | Huanta                                                      | Perú           | Hija Ilustre                                           | Ella misma                  | Ganadora    | [ 36 ] |
| 2009 | Festival Internacional de Cine de Guadalajara               | México         | Mejor actriz                                           | La teta asustada            | Ganadora    | [ 37 ] |
| 2009 | Festival de Cine de Lima                                    | Perú           | Mejor actriz                                           | La teta asustada            | Ganadora    | [ 38 ] |
| 2009 | Festival de Cine de Gramado                                 | Brasil         | Mejor actriz                                           | La teta asustada            | Ganadora    | [ 39 ] |
| 2009 | Festival du Nouveau Cinéma                                  | Canadá         | Mejor actriz                                           | La teta asustada            | Ganadora    | [ 40 ] |
| 2009 | Premios Luces de El Comercio                                | Perú           | Mejor actriz de cine                                   | La teta asustada            | Ganadora    | [ 41 ] |
| 2009 | Premios Luces de El Comercio                                | Perú           | Mejor disco música peruana/fusión                      | Warmi                       | Ganadora    | [ 42 ] |
| 2010 | D-World Award Archivies                                     | Estados Unidos | Mejor actriz                                           | La teta asustada            | Ganadora    | [ 43 ] |
| 2010 | Festival de Cine de Avança                                  | Portugal       | Mejor actriz                                           | Altiplano (película)        | Ganadora    | [ 44 ] |
| 2011 | Festival Internacional de Cine de Guadalajara               | México         | Mejor actriz                                           | Amador                      | Ganadora    | [ 45 ] |
| 2011 | Festival Internacional de Cine "Zerkalo" Andrei Tarkovsky   | Rusia          | Mejor actriz                                           | Amador                      | Ganadora    | [ 46 ] |
| 2015 | Festival de Cine de Lima                                    | Perú           | Mejor actriz                                           | Magallanes                  | Ganadora    | [ 47 ] |
| 2015 | Festival Internacional de Cine de Huelva                    | España         | Mejor actriz                                           | Magallanes                  | Ganadora    | [ 48 ] |
| 2015 | Premios Luces de El Comercio                                | Perú           | Mejor actriz de cine                                   | Magallanes                  | Nominada    | [ 49 ] |
| 2015 | Premios Tunki                                               | Perú           | Mejor actriz                                           | Magallanes                  | Ganadora    | [ 50 ] |
| 2015 | Staff de Cinencuentro                                       | Perú           | Mejor actriz                                           | Magallanes                  | Ganadora    | [ 51 ] |
| 2016 | Premios Platino                                             | Uruguay        | Mejor actriz                                           | Magallanes                  | Prenominada | [ 52 ] |
| 2016 | Mostra de Cine Latinoamericano de Cataluña                  | España         | Mejor actriz                                           | Magallanes                  | Ganadora    | [ 53 ] |
| 2016 | Premios Fénix                                               | México         | Mejor actriz                                           | Magallanes                  | Nominada    | [ 54 ] |
| 2016 | Premios Luces                                               | Perú           | Mejor actriz de cine                                   | Extirpador de idolatrías    | Nominada    | [ 55 ] |
| 2017 | Unesco                                                      | Francia        | Artista de la Paz                                      |                             | Ganadora    | [ 56 ] |
| 2020 | Premios Luces de El Comercio                                | Perú           | Mejor actriz                                           | Vivir Ilesos                | Nominada    | [ 57 ] |
| 2020 | Premios Luces de El Comercio                                | Perú           | Mejor actriz secundaria                                | Retablo (película)          | Nominada    | [ 58 ] |
| 2020 | Premios Fama de La República                                | Perú           | Mejor actriz de cine nacional                          | Retablo (película)          | Nominada    | [ 59 ] |
| 2020 | Premios Apreci                                              | Perú           | Mejor actriz de reparto                                | Retablo (película)          | Ganadora    | [ 60 ] |
| 2020 | Festival de Cine de Chile                                   | Chile          | Mejor actriz                                           | Lina de Lima                | Ganadora    | [ 61 ] |
| 2021 | Love Is Folly                                               | Bulgaria       | Mejor actriz                                           | The Saint of the Impossible | Ganadora    | [ 62 ] |
| 2021 | Screen Power Film Festival                                  | Reino Unido    | Mejor actriz                                           | Vivir Ilesos                | Nominada    | [ 63 ] |
| 2021 | Zürcher Filmpreis                                           | Suiza          | Mejor actriz                                           | The Saint of the Impossible | Ganadora    | [ 64 ] |
| 2021 | Premios Luces de El Comercio                                | Perú           | Mejor actriz (televisión)                              | Los otros libertadores      | Ganadora    | [ 65 ] |
| 2022 | Premios Platino                                             | España         | Mejor interpretación femenina en miniserie o teleserie | Los otros libertadores      | Prenominada | [ 66 ] |